# Anders Österling

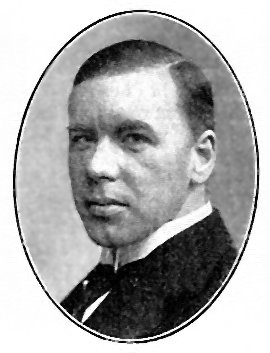
Anders Johan Österling

Anders Johan Österling (Halsingborg, 13 aprile 1884 – Stoccolma, 13 dicembre 1981) è stato un poeta svedese.

## Biografia
Esordì poco più che ventenne con varie raccolte di poesie di ispirazione simbolica; in particolare i sonetti di Canti dell'anno del 1907 mostrano un poeta dall'animo particolarmente sensibile, molto attento al paesaggio e ai popoli della Scania, nella Svezia meridionale. Fra i pregi e i meriti della sua poesia vanno ricordati lo stile lineare e piano dei suoi scritti e le immagini della natura, che rivelano una sua composta e serena visione della realtà. Membro dell'Accademia di Svezia dal 1919 al 1981, ha fatto parte per molti anni del comitato per l'assegnazione del premio Nobel per la letteratura; dal 1947 fu anche socio dell'Accademia Nazionale dei Lincei.

## Opere
- Preludier - Preludi, (1904)
- Offerkransar - Corone votive, (1905)
- Nattens röster (1906)
- Hälsningar (1907)
- Årets visor - Canti dell'anno, (1907)
- Döden inkognito (1908)
- Norrlandsresan (1908)
- Bäckahästen (1909)
- Människor och landskap - Alberi in fiore, (1910)
- Blommande träd 1907-1909 (1910)
- Minuter och sekunder (1912)
- Fränder och främlingar (1912)
- Facklor i stormen (1913)
- Tidsstämningar (1916)
- Sånger i krig (1917)
- Idyllernas bok - Il libro degli idilli, (1917)
- Valda dikter (1919)
- Dagens gärning - Lavoro quotidiano, (1921)
- De sju strängarna (1922)
- En fläkt av Indien (1923)
- Levant (1924)
- Jordens heder - Gloria della terra, (1927)
- Tonen från havet - Canti del mare, (1933)
- Nya valda dikter (1934)
- Skånska utflykter (1934)
- Tio års teater 1925-1935 (1936)
- Horisonter - Orizzonti, (1939)
- Livets värde - Il valore della vita, (1940)
- Samlade dikter.1 (1945)
- Samlade dikter.2 (1946)
- Årens flykt (1947)
- Jacob Jonas Björnståhl: minnesteckning (1947)
- Samlade dikter (1949)
- Skånska motiv (1950)
- 6 dikter ur idyllernas bok (1952)
- Nicolovius och Söderslätt: kring de gamla prästgårdarna i Skåne (1957)
- Skånska utflykter (1958)
- Albert Ulrik Bååth: minnesteckning (1960)
- En diktkrans (1961)
- Dikten och livet: essäer - La poesia e la vita, (1961)
- Vårens löv och höstens - Foglie di primavera e d'autunno, (1963)
- Ola Hansson: minnesteckning (1966)
- Minnets vägar (1967)
- Dikter (1970)
- Sent i livet: dikter - Tardi nella vita, (1970)
- Längtan till Italien - Nostalgia dell'Italia, (1971)
- Idyllernas bok: valda dikter (1974)
- Poesi och skånskt friluftsmåleri (1976)
- Ögonblick: dikter 1971-78 (1978)
- Hundra dikter (1981)
- Grinden åt havet: ett urval dikter 1904-1978 (1985)